# 根尾村立奥谷小学校
根尾村立奥谷小学校 （ねおそんりつ おくだにしょうがっこう）は、かつて岐阜県本巣郡根尾村（現・本巣市）に存在した公立小学校。

## 概要
- 根尾村南部（奥谷・口谷）が校区であった。1972年廃校。

## 沿革
この地域は学制発足後も直ぐに学校は設立されなかった。正式な学校の設立は1885年のことである。
- 1873年（明治6年）頃 - 奥谷村、口谷村で村民有志で塾が開かれる。
- 1885年（明治18年） - 奥谷簡易科小学校が開校する。
- 1893年（明治26年） - 奥谷尋常小学校に改称する。
- 1897年（明治30年）4月1日 - 小鹿村、松田村、上大須村、下大須村、板所村、板屋村、口谷村、奥谷村が合併し東根尾村が発足。
- 1904年（明治37年）4月1日 - 東根尾村、中根尾村、西根尾村が合併し、根尾村が発足。
- 1915年（大正4年） - 農業補習学校を附設する。
- 1941年（昭和16年）4月1日 - 奥谷国民学校に改称する。
- 1947年（昭和22年）4月1日 - 根尾村立奥谷小学校に改称する。根尾中学校奥谷分校を併設。
- 1966年（昭和41年）3月 - 根尾中学校奥谷分校を廃止。
- 1972年（昭和47年）3月 - 樽見小学校に統合され、廃校。